# Diascepsis
Diascepsis är ett släkte av fjärilar. Diascepsis ingår i familjen signalmalar.
Kladogram enligt Catalogue of Life:
| Diascepsis | \| \| Diascepsis fascinata \| \| \| \| \| \| Diascepsis sucinea \| \| \| \| |
|            | \| \| Diascepsis fascinata \| \| \| \| \| \| Diascepsis sucinea \| \| \| \| |
|            | Diascepsis fascinata                                                        |
|            |                                                                             |
|            | Diascepsis sucinea                                                          |
|            |                                                                             |